# Capnia oregona
Capnia oregona är en bäcksländeart som beskrevs av Theodore Henry Frison 1942. Capnia oregona ingår i släktet Capnia och familjen småbäcksländor. Inga underarter finns listade i Catalogue of Life.